# Челак Іван Семенович
Іван Семенович Челак (народився 12 грудня 1942 в селі Завадка Риманівська, присілок Абрамів, що на заході Яслиського ключа і одночасно є граничним селом Сяніцької землі, 7 км від міста Дуклі) — український громадський діяч і дослідник Лемківщини, співавтор «Енциклопедичного словника Лемківщини» (2013).

## Життєпис
У серпні 1945 разом з родиною був депортований у Тернопільську область в село Солоне, де почав навчання в школі.
З 1955 проживав у м. Галичі, куди переїхали батьки і де здобув середню освіту.
Навчався в Сторожинецькому лісовому технікумі (1958–1962), після закінчення якого працював у Карпатах.
1962–1965 — служив у Радянській армії.
В 1965–1970 продовжив навчання в Українській сільськогосподарській академії за спеціальністю — інженер лісового господарства. Відповідно до фаху працював у Буському лісгоспі на Львівщині, з 1973 — в
Держпостачі України, а з 1996 р. — в Держкомрезерві України на посаді начальника управління. Живе у Києві.

## Громадська і дослідницька діяльність
З перших днів створення. товариства «Лемківщина» став його членом.
З 2005 — голова Фундації дослідження Лемківщини. Створив бібліотеку Фундації. Є членом правління Київського товариства «Лемківщина» ім. Б.-І. Антонича.